# 青蚌
青蚌（学名：Cristaria discoidea），又称棱蚌，是珠蚌目珠蚌科棱蚌属的一种。主要分布于越南、台湾，常栖息在池塘、湖泊、水田、灌溉水渠、水沟、河流。